# ノエル・ゲボール
ノエル・ゲボール（Noel Gevor、1990年9月18日 - ）は、ドイツのプロボクサー。アルメニアエレバン出身。元WBC世界クルーザー級王者。
本名はノレイル・モブセソビッチ・ミカエルヤン（Norair Movsesowitch Mikaelyan）で、メディアではノエル・ミカエリアン（Noel Mikaelian）とも表記される。

## 来歴
2011年5月27日、プロデビュー。
2014年1月25日、シュトゥットガルトのハンス・マルティン・シュライヤー・ハレでロイス・エミリアーリと対戦し、7回KO勝ちを収めた。
2017年5月20日、ポズナンのハラ・アリーナで元WBC世界クルーザー級王者のクシシュトフ・ヴウォダルチクとIBF世界クルーザー級挑戦者決定戦を行い、12回1-2の判定負けを喫しムラト・ガシエフへの挑戦権獲得は出来なかった。
2018年8月29日、ゲボールがWorld Boxing Super Seriesクルーザー級第2シーズンの出場を発表した。
2018年11月10日、シカゴのUICパビリオンにて、WBSSクルーザー級第2シーズン準々決勝でマイリス・ブリエディスとWBC世界クルーザー級指名挑戦者決定戦を行う予定であったが、試合2日前にWBC世界クルーザー級ダイヤモンド王座決定戦に変更して行われ、12回0-3（112-114、111-115、110-116）の判定負けを喫しWBSS準決勝敗退、ダイヤモンド王座の獲得に失敗した。
2023年11月4日、フロリダ州マイアミのカジノ・マイアミ・ハイアライにて元WBC世界クルーザー級王者でWBC世界同級2位のイルンガ・マカブとWBC世界クルーザー級王者バドゥ・ジャックの休養王座認定に伴うWBC世界同級王座決定戦を行い、レフェリーストップにより3回1分TKO勝ちを収め王座獲得に成功、ドイツ出身プロボクサーとしては同年10月14日にIBF世界ミドル級王者だったビンセンツォ・グアルティエリの王座陥落から僅か21日ぶりに世界王座を獲得した。
2024年6月7日、フロリダ州ハリウッドのセミノール・ハードロック・ホテル&カジノでWBC世界クルーザー級1位のライアン・ロジッキーとWBC世界同級タイトルマッチを行う予定だったが、ゲボールがトレーニングキャンプ中に負傷したため延期となった。
2024年9月28日、フロリダ州マイアミのカジノ・マイアミ・ハイアライでWBC世界クルーザー級1位のライアン・ロジッキーとWBC世界同級タイトルマッチを仕切り直しで行う予定だったが、興業を主催したプロモーターのドン・キングが体調不良を訴え入院したため興業自体が中止となる形で再び延期となった。
2024年12月7日、ノバスコシア州シドニーのセンター200でWBC世界クルーザー級タイトルマッチならびにスリー・ライオンズ・プロモーションズ主催興行のメインイベントとしてWBC世界クルーザー級1位のライアン・ロジッキーと再び仕切り直しでWBC世界同級タイトルマッチを行う予定だったが、ゲボールが自身の契約をめぐってドン・キングと対立し法廷闘争に発展した影響で再度延期された。なお興行自体は中止にならず、試合はゲボールの法廷闘争の影響に伴うWBC世界同級暫定王座決定戦として行われ、ロジッキーはWBC世界同級2位のアミル・ペラルタと対戦する予定であると発表された。しかし試合は12回1-0の判定でロジッキーに軍配が上がったものの引き分けたため暫定王座誕生とはならず、なおかつ法廷闘争が長引くことからWBCはゲボールを試合から4日後の同年12月11日付で休養王座に認定し、同じく休養王座に認定していたバドゥ・ジャックを同日付で正規王座に復帰させた。当初は前回のドン・キングの体調不良による延期の際にWBC側で延期試合の入札が行われる予定だったが両者とも合意に至ったことで入札は回避され、ロジッキー擁するスリー・ライオンズ・プロモーションズが単独で名乗りを挙げたことで興行権の獲得を許し、ロジッキーの地元のシドニーで開催する形で試合が行われることになっていた。
2025年5月3日、サウジアラビア・リヤドのANBアリーナにてサウル・アルバレス対ウィリアム・スクールの前座でWBC世界クルーザー級王者のバドゥ・ジャックとWBC世界同級タイトルマッチを行うも、12回0-2（114-114、113-115×2）の判定負けを喫し正規での王座返り咲きに失敗した。

## 獲得タイトル
- WBO世界クルーザー級ユース王座
- WBOインターナショナルクルーザー級王座
- WBC世界クルーザー級王座（防衛0=休養王座に認定）
- WBC世界クルーザー級休養王座（防衛0）